# 冷家骥

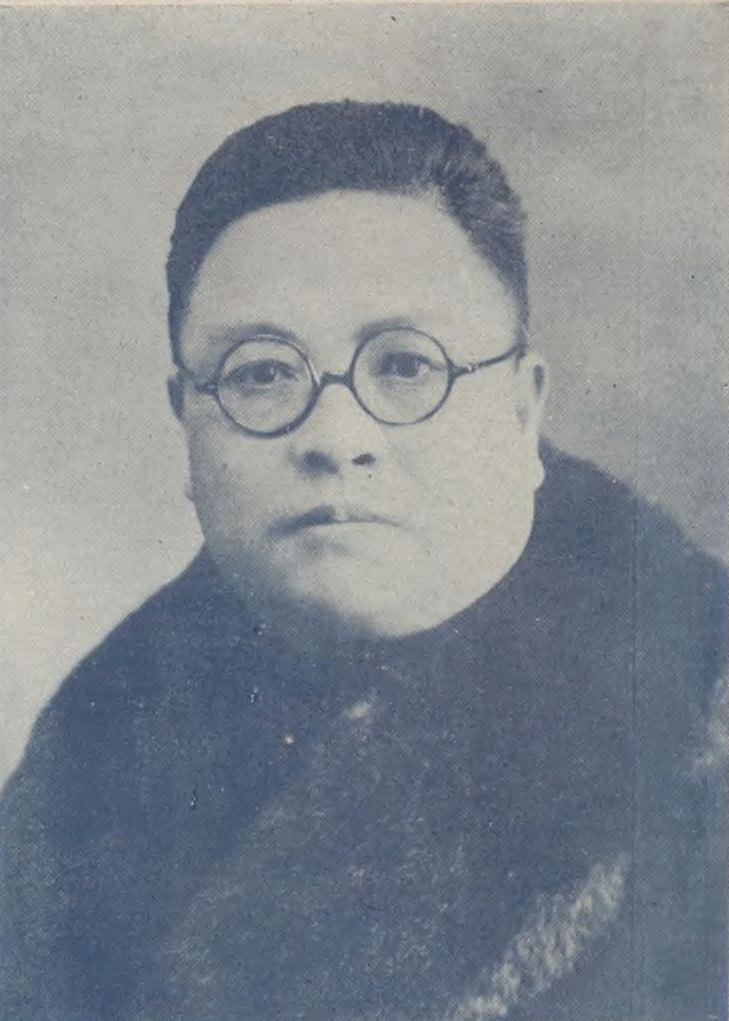
冷家驥

冷家骥（1889年—1957年）字展麒，山东招远人。北京商人，中华民国政治人物。

## 生平
宣统2年（1910年），冷家骥任四川管理稻城委员花翎候选同知，该年“稻城委员冷家骥以关外设治伊始，衙署、局所、行营、学堂都需要纸墨，便在稻城试办造纸厂和制墨厂”。宣统3年（1911年），稻城县设立。
1928年起，冷家骥任北平总商会会长。后来，兼任北平市参议会副议长。1930年，冷家骥同北平西单恒丽绸缎店经理潘佩华出资开办西来顺，聘名厨师褚祥出任经理。1935年12月11日至1937年4月2日，任冀察政务委员会委员、经委会委员。1937年七七事变后，日军占领北平。日本特务机关随即于1937年7月30日扶植江朝宗、冷家骥、潘毓桂等组织北平市地方维持委员会。1940年9月12日，任华北政务委员会委员。1945年日本投降后，冷家骥以汉奸罪一度遭国民政府逮捕。
1957年，冷家骥逝世。1957年8月25日安葬于北京。